# Atemptat de la Universitat de Kabul de 2020
El 2 de novembre de 2020, tres homes armats van irrompre al campus de la Universitat de Kabul a la capital de l'Afganistan, Kabul, matant a 32 persones i ferint a altres 50, la majoria els quals estudiants. L'atac va començar al voltant del moment en què s'esperava que els funcionaris del govern arribessin al campus per a la inauguració d'una fira del llibre iranià. Els tres homes armats van ser abatuts més tard durant un enfrontament amb les forces de seguretat. L'atac va ocórrer al voltant de les 11 del matí. L'Estat Islàmic de Khorasan (EI-K) van reivindicar la responsabilitat de l'atac.

## Context
Situada en el districte tres de Kabul, la Universitat de Kabul és una de les majors institucions d'ensenyament superior de l'Afganistan, amb un alumnat de 22.000 estudiants. La universitat havia estat atacada anteriorment quan al juliol de 2019 una bomba va esclatar a les portes de la universitat matant a nou persones. Poc més d'una setmana abans de l'atemptat de novembre contra la universitat, un terrorista suïcida havia matat a 30 persones en una altra institució educativa de Kabul.
El dia de l'atac la universitat estava organitzant una fira internacional de llibres. S'esperava que assistissin a l'acte diversos funcionaris del govern afganès i l'ambaixador de l'Iran a l'Afganistan.

## Atac
L'atac va ocórrer a les 11 del matí, quan va haver-hi una explosió a les portes principals de la universitat. Els atacants van entrar portant uniformes de policia. Posteriorment van obrir foc contra els estudiants, van detonar explosius i van prendre a 35 estudiants com a ostatges. Molts estudiants van poder escapar de l'atac escalant pels murs perimetrals de la universitat, mentre que els que es van quedar atrapats en els edificis es van veure obligats a refugiar-se en el lloc. Alguns dels ferits de l'atac van ser evacuats al pròxim hospital Ali Abad.
La policia de Kabul i les forces especials de l'exèrcit afganès van ser enviades a la universitat i van establir un perímetre al voltant del lloc, després de la qual cosa van realitzar un escombrat edifici per edifici del terreny durant les hores següents. Els soldats estatunidencs i les forces especials noruegues també van respondre a l'atac.